# Cantón de Juillac
El cantón de Juillac era una división administrativa francesa, que estaba situada en el departamento de Corrèze y la región de Limusín.

## Composición
El cantón estaba formado por diez comunas:
- Chabrignac
- Concèze
- Juillac
- Lascaux
- Rosiers-de-Juillac
- Saint-Bonnet-la-Rivière
- Saint-Cyr-la-Roche
- Saint-Solve
- Vignols
- Voutezac

## Supresión del cantón de Juillac
En aplicación del Decreto nº 2014-228 de 24 de febrero de 2014, el cantón de Juillac fue suprimido el 22 de marzo de 2015 y sus 10 comunas pasaron a formar parte del nuevo cantón de Yssandonnais.